# Теорема Александрова про опуклі многогранники
Теорема Александрова про опуклі многогранники — геометрична теорема про однозначність замкненого опуклого многогранника із заданими напрямами граней, доведена О. Д. Александровим у 1937 році. Зазвичай її формулюють так:
| Теорема Александрова про опуклі многогранники: Якщо між гранями двох замкнутих опуклих многогранників в тривимірному евклідовому просторі встановлено взаємно-однозначна відповідність так, що (i) одиничні нормалі до відповідних граней збігаються і (ii) жодну з граней не можна вмістити всередині відповідної до неї грані паралельним перенесенням, то многогранники можна отримати один з іншого паралельним перенесенням (і, зокрема, вони конгруентні). |

Вкажемо ще одне формулювання, як легко бачити, еквівалентне попередньому. В ній функція {\displaystyle f(Q)} називається монотонною функцією багатокутника {\displaystyle Q}, якщо вона має властивість: {\displaystyle f(Q_{1})>f(Q_{2})}, якщо {\displaystyle Q_{2}} можна вмістити всередині {\displaystyle Q_{1}}.
| Теорема Александрова про опуклі многогранники: Нехай {\displaystyle P_{1}} і {\displaystyle P_{2}} — замкнені опуклі многогранники в тривимірному евклідовому просторі з гранями {\displaystyle Q_{1}^{1},\dots ,Q_{1}^{n}} і {\displaystyle Q_{2}^{1},\dots ,Q_{2}^{n}} відповідно, причому для будь-якого {\displaystyle k=1,\dots ,n} виконані умови: (i) одиничні нормалі до граней {\displaystyle Q_{1}^{k}} і {\displaystyle Q_{2}^{k}} збігаються і (ii) існує монотонна функція {\displaystyle f_{k}} така, що {\displaystyle f_{k}(Q_{1}^{k})=f_{k}(Q_{2}^{k})}. Тоді многогранники {\displaystyle P_{1}} і {\displaystyle P_{2}} отримуються один з іншого паралельним перенесенням (і, зокрема, вони конгруентні). |